# Thierry Barrault
Pour les articles homonymes, voir Barrault.
Thierry Barrault, né le 3 juillet 1960 à Poitiers et mort le 15 juillet 2014 à Poitiers, est un coureur cycliste français, professionnel de 1984 à 1986.

## Biographie
Thierry Barrault devient coureur professionnel dans l'équipe La Redoute, pour laquelle il court deux ans. En 1985, il est dix-neuvième et premier Français du Tour des Flandres. En 1986, il est chez Miko-Carlos-Février-Tönissteiner. Il redevient ensuite amateur à l'AC Boulogne-Billancourt.
Après la fin de sa carrière, il travaille pour Royal Vélo France à partir de 1990, puis Mavic en 1998. Il meurt le 15 juillet 2014 à Poitiers d'un accident vasculaire cérébral.

## Palmarès
- 1978
  - Circuit de Terrebourg
  - 2e du championnat de France du contre-la-montre par équipes juniors
  - 2e du championnat de France de course aux points juniors
- 1979
  - 2e du Circuit des Deux Ponts
  - 3e de Paris-Beaugency
- 1981
  - Paris-Beaugency
  - 3e du Prix des Vins Nouveaux
- 1982
  - Grand Prix des Marbriers
  - 2e de Paris-Mantes
  - 2e de Paris-Montargis
  - 3e de Paris-Dreux
  - 3e du Grand Prix de Lignac
  - 3e du Prix des Vins Nouveaux
- 1983
  - Challenge Picon
  - Une étape du Tour du Maine-et-Loire
  - Grand Prix de l'Équipe et du CV 19e
  - 2e de Paris-Rouen
  - 2e du Grand Prix des Marbriers
  - 3e du Grand Prix de la ville de Pérenchies
  - 3e de Paris-Fécamp
- 1985
  - 3e du Circuit des frontières
- 1986
  - 2e du championnat de France de demi-fond
  - 3e du Grand Prix de Plumelec
- 1987
  - Manche-Atlantique
  - Circuit de Saône-et-Loire :
    - Classement général
    - 2e (contre-la-montre) et 3e étapes

  - Paris-Épernay
  - Paris-Barentin
  - Grand Prix de Lignac
  - 2e du Tour de Normandie
  - 3e de Paris-Montargis
- 1988
  - Nantes-Segré
  - Trophée Robert Gauthier
  - 1re et 2e étapes du Tour de Seine-et-Marne
  - Trophée des Châteaux aux Milandes
  - Une étape de la Mi-août bretonne
  - Paris-Connerré
  - 2e des Quatre Jours de Vendée
  - 2e de Paris-Montargis
  - 2e du championnat d'Île-de-France sur route
  - 3e de Tercé-Tercé
  - 3e du Circuit des Deux Provinces
- 1989
  - Circuit berrichon :
    - Classement général
    - 2e étape

  - Grand Prix Liberté Dimanche :
    - Classement général
    - 1re étape

  - Tercé-Tercé
  - 1re étape du Tour de la Somme
  - 2e du Grand Prix de Lillers
  - 3e de Paris-Barentin
  - 3e du Bol d’or des amateurs
- 1990
  - Circuit boussaquin
  - Paris-Montargis
  - 2e de Paris-Sainte-Maure-de-Touraine